# Baumwollspinnerei

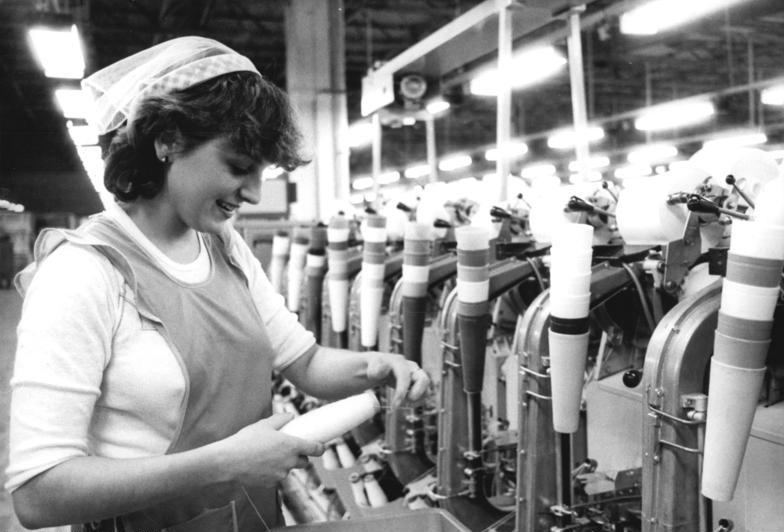
VEB Baumwollspinnerei Leinefelde (1986)

Baumwollspinnerei ist die Verarbeitung von Baumwollfaser zu Garnen und bezeichnet neben der Art des Spinnens zugleich das Unternehmen, das diese Arbeit verrichtet. Die Baumwollspinnerei ist seit dem späteren 18. Jahrhundert industrialisiert worden, die erforderlichen Maschinen wurden zunächst mit Wasserkraft (siehe Waterframe) und seit dem 19. Jahrhundert mit Dampfkraft angetrieben. Heute konzentriert sich die Baumwollindustrie in Asien. Einige ehemalige Spinnereien in Europa sind als Museen eingerichtet.

## Verfahren
Baumwollgarne bestehen aus Stapelfasern. Im Unterschied zu den meisten Wollfasern (siehe Kammgarn) und den längeren Naturfasern wie Flachsfaser sind Baumwollfasern relativ kurz und fein, was eine eigene Bearbeitung verlangte.

### Vorbereitung
Die geernteten Samenhüllen werden sortiert, getrocknet und auf Egreniermaschinen entkernt. Die so gewonnenen Samenhaare, also die Rohbaumwolle, werden anschließend für den Versand in Ballen gepresst. – Heute können diese Arbeitsgänge von einem Baumwollernter im Zusammenhang mit einem Module Builder erledigt werden.
Nach dem Transport geschieht die Auflockerung und weitere Reinigung der Haare auf einem Ballenöffner, sowie auf der Schlagmaschine (siehe Nasenschläger), die zugleich die aufgelockerten Fasern in Wattenform als Wickel abliefert.

### Vor- und Feinspinnen
Durch Kardieren wird der Wickel in ein Faserband (Flor) umgebildet, in welchem durch Strecken und Doublieren die Fasern parallel gelegt werden, wobei das Band selbst noch verfeinert und zum eigentlichen Spinnen vorbereitet wird. Letzteres teilt sich in Vor- und Feinspinnen. Beim Vorspinnen wird das Band durch weiteres Strecken und gleichzeitiges Drehen in einen dünnen Faden verwandelt, der endlich beim Feinspinnen bis zur gewünschten Feinheit ausgezogen und zur Vergrößerung der Festigkeit mit starker, bleibender Garndrehung versehen wird.